# A Guide to Recognizing Your Saints
A Guide to Recognizing Your Saints är en amerikansk långfilm från 2006 i regi av Dito Montiel, med Robert Downey Jr., Shia LaBeouf, Dianne Wiest och Melonie Diaz i rollerna. Filmen bygger på Dito Montiels biografiska bok från 2001 med samma namn.

## Rollista
| Robert Downey Jr.      | – Dito                     |
| Shia LaBeouf           | – ung Dito                 |
| Rosario Dawson         | – Laurie                   |
| Melonie Diaz           | – ung Laurie               |
| Dianne Wiest           | – Flori                    |
| Laila Liliana Garro    | – Diane                    |
| Eleonore Hendricks     | – Jenny                    |
| Adam Scarimbolo        | – Giuseppe                 |
| Peter Anthony Tambakis | – ung Nerf                 |
| Channing Tatum         | – ung Antonio              |
| Anthony Tirado         | – puertorican i gatuhörnet |
| Erick Rosado           | – puertoricansk bilförare  |
| Steve Payne            | – kille i strandstol       |
| Chazz Palminteri       | – Monty                    |
| Tibor Feldman          | – lärare                   |
| Martin Compston        | – Mike O'Shea              |